# Amane Gobena
Pour les articles homonymes, voir Gobena.
Amane Gobena Gemeda, née le 11 septembre 1982, est une athlète éthiopienne spécialiste des courses de cross-country et de courses de fond.

## Carrière
Elle obtient la médaille d'or par équipes en cross court aux Championnats du monde de cross-country 2002 à Dublin. Elle remporte le marathon de Toronto en 2009, le marathon d'Osaka et le marathon de Séoul en 2010, le marathon de Xiamen en 2011, le marathon d'Istanbul en 2014 et en 2015 et le semi-marathon de Bogota en 2015. Elle termine deuxième du marathon de Paris 2015 et du marathon de Tokyo 2016 et troisième du marathon de Tokyo 2017.